# Metrosideros gregoryi
Metrosideros gregoryi là một loài thực vật có hoa trong Họ Đào kim nương. Loài này được Christoph. mô tả khoa học đầu tiên năm 1938.